# Alekseevsk
Alekseevsk (in russo Алексеевск?) è un insediamento di tipo urbano della Russia, situato nell'Oblast' di Irkutsk, sulle rive del fiume Lena.